# Isagogik
Die Isagogik (lateinisch isagogicus von altgriechisch εἰσαγωγικός eisagōgikós, deutsch ‚zur Einleitung gehörig‘) ist die „Kunst der Einführung“ in eine Wissenschaft und findet vorrangig in der Theologie Verwendung, z. B.
- als biblische Isagogik, auch hier als „polemische Isagogik“ des 17. Jahrhunderts. Sie bezeichnete die Einleitung in die Lutherischen Bekenntnisschriften. Die frühesten Lehrbücher wurden 1612/65 publiziert, 1843 „Neutestamentliche Isagogik“ etc.
- als medizinische Isagogik oder auch
- als nationalökonomische Isagogik in der Marktforschung.